# 卡特林-多米尼克·德·佩里尼翁

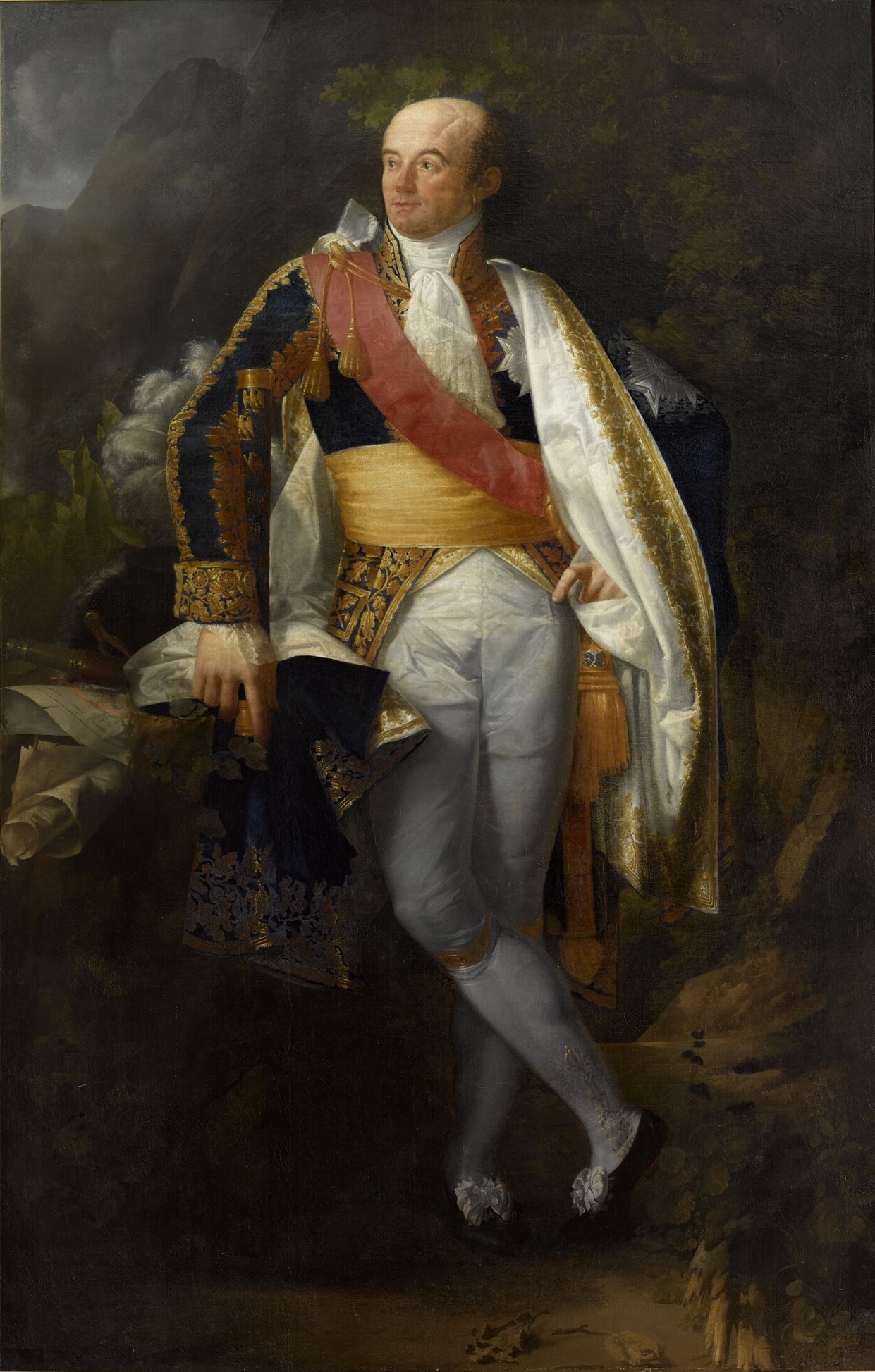
佩里尼翁元帅

卡特林-多米尼克·德·佩里尼翁，第一代格勒纳德侯爵（法語：Catherine-Dominique de Pérignon, 1st Marquis de Grenade，法語發音：[katʁin dɔminik də peʁiɲɔ̃]；1754年5月31日—1818年12月25日），荣誉帝国元帅。

## 人物生平
佩里尼翁出生于图卢兹附近的格勒纳德（Grenade-sur-Garonne）的一个小贵族家庭，1780年，佩里尼翁成为里昂守备营中尉。1783年加入古因尼皇家手榴弹军。后转入国民自卫队。1789年升任中校。他支持法国革命，并且获得了一个立法议会席位(1791年)，在那里他坐在右边，但发现自己并不适合该职，很快辞职，不久开始在法国革命战争中的军事生涯。

## 法國大革命战争
1793 - 1795年，他任职东比利牛斯军团（Army of the Eastern Pyrenees，军团司令雅克·弗朗索瓦·迪戈米耶），在埃斯科拉战役击败西班牙军队，1793年9月被提升为准将，12月23日，晋升少将。1794年11月18日黑山戰役杜戈米尔战死，他接替杜戈米尔任军团司令（Général de Division），指挥法军战胜了西班牙军。他继续指挥东比利牛斯军团，直至1795年7月12日《巴塞尔条约》的签订。此后，他被任命为驻西班牙大使。后卷入一场走私事件和与一个年轻的保皇党女间谍妥协，在1798年被召回并关押在利古里亚候审。
1798年，转入意大利军团，在儒贝尔将军手下任职。在1799年8月15日的诺维戰役中，负责指挥军团左翼，头部受伤后被俄军俘虏。1800年获释回到法国。

## 拿破崙戰爭和复位
佩里尼翁是拿破仑的政變支持者，1801年被拿破仑任命为元老院议员。1802年任元老院副议长。11月11日，赴西班牙解决依《巴塞尔条约》确定的法国和西班牙的边界问题。1804年5月19日，被授予帝国元帅称号，但未曾上前線指揮。1805年，他获得了荣誉军团勋章（Legion of Honor）。从1806年9月18日到1808年7月23日，被任命为帕爾馬和皮亞琴察公國总督。佩里尼翁的長子皮耶爾是一名騎兵軍官，戰死於1807年的弗里德蘭戰役。
1808年佩里尼翁被封为格勒纳德公爵，并被派往那不勒斯王国，接任让-巴普蒂斯·儒尔当的总督职位，并成为那不勒斯国王夫妇若阿尚·缪拉元帅和卡罗琳·波拿巴的密友。后来，缪拉元帅與聯軍秘密達成協議，以那不勒斯王位作為交換，換取反對拿破仑。1814年佩里尼翁离开那不勒斯返回法国。
回到法国不久，波旁王朝路易十八复辟，他宣布效忠路易十八。拿破仑百日王朝期间，因拒絕支持拿破崙而被剔除出元帅名单。波旁王朝再度复辟后，于1816年1月10日出任第一军区总督。他参加了对米歇尔·内伊元帅审判的军事法庭，投票赞成处决内伊。1817年，被封为格勒纳德侯爵（marquis de Grenade），授予圣路易勋章（Order of Saint Louis）。1818年12月25日病死在巴黎。